# Charles Jean de la Vallée-Poussin

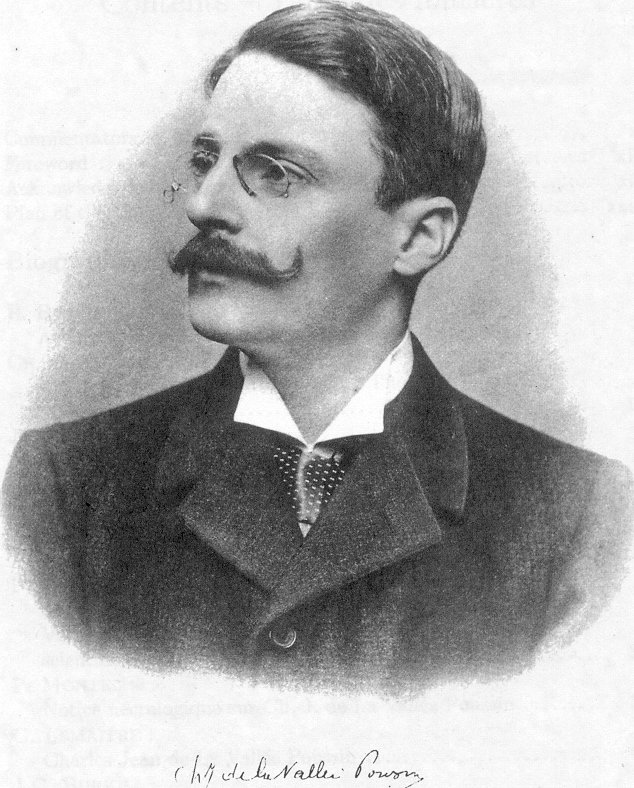
Charles-Jean de la Vallée Poussin

Charles Jean Étienne Gustave Nicolas Baron de la Vallée Poussin (Lovanio, 14 agosto 1866 – Watermael-Boitsfort, 2 marzo 1962) è stato un matematico belga, noto per aver dimostrato il teorema dei numeri primi.

## Biografia
Visse per tutta la vita a Lovanio, in Belgio. Studiò matematica all'Università cattolica di Lovanio avendo come professore Louis-Philippe Gilbert. Divenne professore alla stessa università (come suo padre Charles-Louis-Joseph-Xavier de la Vallée-Poussin, che insegnò mineralogia e geologia) nel 1892, ottenendo la cattedra che era stata del suo professore.
Nel 1961 si ruppe la spalla, e quest'incidente lo portò alla morte, avvenuta qualche mese dopo.

## Opere
Sebbene i suoi primi interessi matematici fossero rivolti all'analisi, divenne famoso per aver dimostrato il teorema dei numeri primi nel 1896, simultaneamente ma in modo indipendente da Jacques Hadamard. Curiosamente, lui e Hadamard erano pressoché contemporanei, ed entrambi vissero quasi un centinaio d'anni.
In seguito si interessò di teoria dell'approssimazione. Definì, per ogni funzione continua f sull'intervallo [-1,1] le somme
{\displaystyle V_{n}={\frac {S_{n}+S_{n+1}+\ldots +S_{2n-1}}{n}}}
dove 
{\displaystyle S_{n}={\frac {1}{2}}c_{0}(f)+\sum _{i=1}^{n}c_{i}(f)T_{i}}
e {\displaystyle c_{i}(f)} sono i vettori delle basi duali rispetto alle basi polinomiali dei polinomi di Čebyšëv, definiti come
{\displaystyle (T_{0}/2,T_{1},\cdots ,T_{n})}
Più tardi lavorò nella teoria del potenziale e in analisi complessa.